# U-956
U-956 – niemiecki okręt podwodny (U-Boot) typu VII C z okresu II wojny światowej. Okręt wszedł do służby w 1943.

## Historia
Zamówienie na kolejny okręt podwodny typu VII C zostało złożone w stoczni Blohm & Voss w Hamburgu 10 kwietnia 1941. Rozpoczęcie budowy okrętu miało miejsce 20 lutego 1942. Wodowanie nastąpiło 14 listopada 1942, wejście do służby 6 stycznia 1943.
Po wejściu do służby wszedł w skład 5. Flotylli okrętów podwodnych. Przez pierwsze miesiące służby wykorzystywany do treningu nowej załogi. 1 lipca 1943 wszedł w skład 1. Flotylli w ramach której stacjonował w Breście. Od stycznia do września 1944 służył w 11. Flotylli stacjonującej w Bergen. Od października 1944 do maja 1945 wchodził w skład 13. Flotylli stacjonującej w Trondheim. Podczas 13 patroli bojowych zatopił dwie jednostki nieprzyjaciela, w tym 12 stycznia 1945 radziecki niszczyciel „Dejatelnyj”. Załoga poddała się siłom Royal Navy 13 maja 1945. Okręt zatopiono ogniem artyleryjskim 17 grudnia 1945 (operacja Deadlight). 